# Placca di Kula

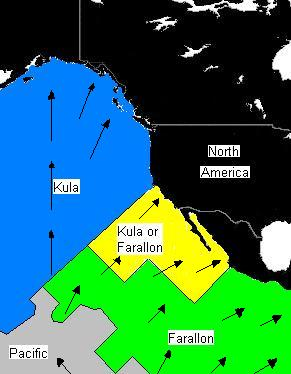
Situazione tettonica attorno a 70 milioni di anni fa, con la placca di Kula a nordovest, la placca Farallon a sudest e la placca pacifica a sud.

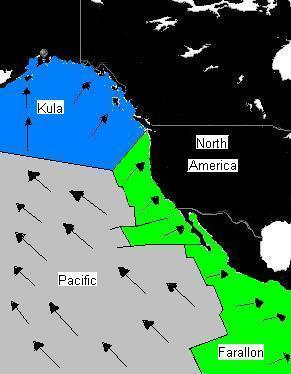
Situazione tettonica attorno a 55 milioni di anni fa, con la placca di Kula e la placca Farallon alla fine del processo di subduzione mentre la superficie della placca pacifica è in fase di incremento.

La placca di Kula era un'antica placca tettonica della litosfera terrestre nata dalla rottura in due parti della placca Farallon tra 90 e 80 milioni di anni fa, con la creazione della dorsale di Kula in direzione del continente nord americano.

## Caratteristiche
La placca di Kula era posizionata nella settore nordest dell'attuale oceano Pacifico. Scomparve interamente per un processo subduttivo al disotto della costa occidentale dell'America del Nord a partire dal Giurassico. Gli ultimi frammenti della placca di Kula sono scomparsi circa venti milioni di anni fa al di sotto dell'Alaska a una velocità di 5-6 cm all'anno.
I suoi margini con le altre placche erano costituiti da dorsali oceaniche, faglie trasformi (oceano Pacifico) e da zone di subduzione (costa del Pacifico del Nord America).
La placca di Kula era separata dalla placca Farallon da una dorsale oceanica, la dorsale di Kula-Farallon, anch'essa scomparsa. Durante l'episodio Challis, tra 57 e 37 milioni di anni fa, quando la dorsale si trovava al livello degli attuali stati americani dell'Oregon e di Washington, ci fu serie di effusioni basaltiche una parte delle quali è andata a formare la Penisola Olimpica a sud dell'Isola di Vancouver.
La placca di Kula non sembra comprendere alcuna parte continentale essendo costituita per lo più di litosfera oceanica.